# 鳳郵便局
鳳郵便局（おおとりゆうびんきょく）は、大阪府堺市西区にある郵便局。民営化前の分類では集配普通郵便局であった。

## 概要
住所：〒593-8799 大阪府堺市西区津久野町1-7-9

## 沿革
- 1882年（明治15年）4月18日 - 長承寺（ちょうしょうじ）郵便局（五等）として開設[1]。
- 1885年（明治18年）10月1日 - 貯金取扱を開始。
- 1890年（明治23年）10月16日 - 為替取扱を開始。
- 1893年（明治26年）3月1日 - 鳳郵便局に改称。
- 1900年（明治33年）3月16日 - 鳳郵便電信局となる。
- 1903年（明治36年）4月1日 - 通信官署官制の施行に伴い鳳郵便局となる。
- 1950年（昭和25年）10月29日 - 堺市鳳南町二丁目から同市鳳東町六丁目に移転[2]。
- 1956年（昭和31年）10月5日 - 電話通話および和文電報受付事務の取扱を開始。
- 1972年（昭和47年）4月17日 - 堺市鳳東町六丁から同市津久野町一丁目に移転。
- 2000年（平成12年）8月14日 - 外国通貨の両替および旅行小切手の売買に関する業務取扱を開始。
- 2007年（平成19年）10月1日 - 民営化に伴い、併設された郵便事業鳳支店に一部業務を移管。
- 2012年（平成24年）10月1日 - 日本郵便株式会社発足に伴い、郵便事業鳳支店を鳳郵便局に統合。

## 取扱内容
- 郵便、印紙、ゆうパック、内容証明
- 貯金、為替、振替、振込、国際送金、国債、投資信託
- 生命保険、バイク自賠責保険、がん保険、引受条件緩和型医療保険
- 地方公共団体事務（堺市バス割引乗車証の交付）
- ゆうちょ銀行ATM
- 「593-83xx」区域（堺市西区内の一部地域）の集配業務
- ゆうゆう窓口

## 風景印
- 図柄は日部神社本殿、家原寺行基菩薩行状絵伝。局名表記は「鳳」
- 使用開始日は1978年(昭和53年)9月20日

## 周辺
- 家原寺
- イトーヨーカドー津久野店
- ダイエーグルメシティ津久野店
- デイリーカナート向ヶ丘店
- 石津川

## アクセス
- JR阪和線 津久野駅から徒歩約5分
- 南海バス 津久野駅前停留所下車
- 阪和自動車道 堺ICから北へ約4km、阪神高速堺線 堺出入口・同湾岸線 出島出入口から南へ約4km
- 駐車場あり：11台